# شورای درجه‌بندی سنی فیلم
شورای درجه‌بندی سنی فیلم یا هیئت درجه‌بندی سنی آثار سینمایی، بخشی از سازمان سینمایی وزارت فرهنگ و ارشاد اسلامی است که پس از صدور پروانه نمایش برای یک اثر سینمایی از سوی شورای پروانه نمایش، درجه‌بندی سنی فیلم را بر اساس رای‌گیری اعضا انجام می‌دهد. تعداد اعضای این شورا ۳۵ نفر است.اگرچه وظیفه ذاتی اعضای شورای پروانه نمایش سازمان سینمایی، صدور یا رد پروانه ساخت برای فیلم‌های سینمایی ایران و تقاضای حک و اصلاح محتوایی از تهیه‌کننده یا کارگردان اثر است؛ شورای درجه‌بندی سنی فیلم فقط وظیفه علمی دارد. آیین‌نامه درجه‌بندی سنی فیلم برای آثار سینمای ایران، با الگو برداری از چند سازمان قدیمی مانند انجمن سینمایی آمریکا، هیئت رده‌بندی سنی فیلم‌های بریتانیا و چند کشور اروپایی تدوین شده‌است.

## واکنش‌ها و جنجال در برنامه تلویزیونی هفت
اگرچه تعدادی از تهیه‌کنندگان و کارگردانان سینما نسبت به تأسیس هیئت درجه‌بندی سنی فیلم واکنش‌های مثبت و منفی نشان دادند.اما هفت در برنامه ۱۹ مهر خود به نقل از کارشناس میهمان در قسمت میز کارشناسی این برنامه که به موضوع درجه‌بندی سنی فیلم‌های سینمایی اختصاص داشت گفت: با درخواست دادستانی، دیوان عدالت اداری حکم به توقف اعمال درجه‌بندی سنی برای فیلم‌ها داده‌است. این اظهار نظر جنجال‌های زیادی را در رسانه‌ها برانگیخت. عمده واکنش‌ها به پنهان‌کاری سازمان سینمایی و همچنین عدم اطلاع‌رسانی دادستانی و دیوان عدالت اداری مربوط می‌شد.

## شکایت دادستانی کل کشور
در ۲۰ مهر ۱۳۹۸ دستورالعمل رده‌بندی سنی فیلم‌های سینمایی توسط دیوان عدالت اداری باطل اعلام گردید. ادله دادستانی کل چنین بود: این شیوه نامه عملاً مروج خشونت و بی‌اخلاقی است و تهیه‌کنندگان و کارگردانان ممکن است فیلمی برای اکران عمومی بسازند که تاکنون تولید نشده‌است حتی اگر سرمایه‌گذاران به درجه‌های گروه ۱۵+: تماشای این فیلم برای افراد زیر ۱۵ سال توصیه نمی‌شود و بالاتر نیز راغب باشند.
واکنش مسئولان سازمان سینمایی اما اعلام ادامه کار این شورا بود. سید محمد مهدی طباطبایی‌نژاد معاون ارزشیابی و نظارت سازمان سینمایی با بیان اینکه در موضوع رده‌بندی سنی فیلم‌های سینمایی سوءبرداشت‌هایی شده‌است به رسانه‌ها گفت: رده‌بندی سنی با هدف فرهنگ سازی و بهداشت روانی کودکان و نوجوانان با قاطعیت دنبال می‌شود.

## پیش‌نویس آیین‌نامه رده‌بندی سنی فیلم‌ها
در پیش‌نویس آیین‌نامه رده‌بندی سنی فیلم‌ها نیز آمده‌است: پیشگیری از هرگونه آسیب به کودکان، نوجوانان و جوانان بر اساس موازین تربیتی، اخلاقی و باورهای اجتماعی، به عنوان ضرورت صنعت تصویر شناخته می‌شود، اهمیت این موضوع بدان خاطر است که گاه نمایش رفتار و گفتار شخصیت‌های منفی یا رخدادهایی که متضمن خشونت، ترس و مضامین مشابه هستند، برای برخی گروه‌های سنی نامناسب است و از این‌رو اطلاع‌رسانی، طبقه‌بندی آثار و توصیه‌های آگاهی بخش با انواع روش‌ها ضروری به‌شمار می‌رود.
نظام رده‌بندی سنی فیلم‌ها، معیار مناسبی برای خوب یا بد بودن محتوای آثار نبوده و صرفاً هدایتگر مخاطبان در تشخیص مطابقت آثار با موازین تربیتی و روحی روانی است. به همین منظور شیوه‌نامه رده‌بندی سنی آثار سینمایی به استناد بندهای ۱۱ و ۱۳ آیین‌نامه نظارت بر نمایش فیلم، اسلاید و ویدیو و صدور پروانه نمایش آنها با اصلاحات انجام شده مصوب ۱۳۸۲ هیئت وزیران ابلاغ شده‌است.

## اعضا
مرضیه ابراهیمی، حمید رضا ابک، اسدالله اعلایی، محمود امانی تهرانی، عماد افروغ، رضا امیر خانی، مرضیه برومند، رضا پور حسین، سمیه توحیدلو، مهدی تهرانی، مریم جلالی دهکردی، علی زرافشان، مهری زعفرانی، محمد سلگی، روح‌الله عالمی، افشین علا، مهرزاد دانش، مصطفی رحماندوست، فریدون عموزاده خلیلی، سیدعلی کاشفی خوانساری، عباس کاظمی، الهه کسمایی، میترا لبافی، جواد محقق، سیدمحمدتقی معراجی، سید محمد حسین نواب، مهدی نوید ادهم، وحید نیکخواه آزاد، پوران درخشنده، روح‌الله حجازی، همایون اسعدیان، بهروز شعیبی، حبیب رضایی، محسن کاشانی وحید و محمدرضا وصفی.

## درجه‌بندی‌های سنی
۱. گروه۹+: تماشای این فیلم برای کودکان زیر ۹ سال توصیه نمی‌شود.
۲. گروه ۱۲+: تماشای این فیلم برای افراد زیر ۱۲ سال توصیه نمی‌شود.
۳. گروه ۱۵+: تماشای این فیلم برای افراد زیر ۱۵ سال توصیه نمی‌شود.